# Simulium lakei
Simulium lakei är en tvåvingeart som beskrevs av Snoddy 1976. Simulium lakei ingår i släktet Simulium och familjen knott. Inga underarter finns listade i Catalogue of Life.